# Campeonato Carioca de Futebol de 2012 - Série C
O Campeonato Carioca da Série C de 2012 foi a 32ª edição da terceira divisão do campeonato estadual de futebol profissional do Rio de Janeiro. A competição foi organizada pela Federação de Futebol do Estado do Rio de Janeiro (FERJ).

## Regulamento
Na primeira fase, os times jogaram entre si, em turno e returno, classificando-se para a próxima fase as 16 equipes assim definidas:  
- As vencedoras de cada um dos grupos.  
- As de melhor índice técnico dentre as classificadas em segundo lugar de cada grupo, em número necessário para completar o total de 16 equipes.  
- As de melhor índice técnico dentre as classificadas, respectiva e sucessivamente em terceiro, quarto, quinto e sexto lugar de cada grupo, em número necessário para completar o total de 16 equipes.  
Na segunda fase, essas equipes foram distribuídas em 4 grupos (I, II, III e IV), formados por 4 equipes cada um. Elas jogaram entre si em turno e returno dentro do grupo, classificando-se as 2 primeiras de cada um.  
Na terceira fase, as equipes foram divididas em dois grupos de quatro, jogando em turno e returno dentro do grupo e classificando-se as duas primeiras de cada um.  
Na quarta fase, as equipes foram divididas em dois grupos de dois, jogando em turno e returno dentro do grupo.  
Na quinta fase, as vencedoras da fase anterior disputaram a final em dois jogos, e as perdedoras disputaram o terceiro lugar, também em dois jogos.

### Critério de desempate
Para o desempate entre duas ou mais equipes segue-se a ordem definida abaixo:
1. Número de vitórias
2. Saldo de gols
3. Gols marcados
4. Número de cartões amarelos e vermelhos
5. Sorteio

## Participantes
| Equipe               | Cidade                 | Em 2011                          | Estádio                    | Capacidade | Títulos            |
| América de Três Rios | Três Rios              | 3° da Série C                    | Tiezão                     | 2.000      | 0 (não possui)     |
| Apollo               | Arraial do Cabo        | 18° da Série C                   | Hermenegildo Barcelos      | 5.000      | 1 (último em 1993) |
| Arraial              | Arraial do Cabo        | 8° da Série C                    | Figueira de Melo           | 1.000      | 0 (não possui)     |
| Arturzinho           | Rio de Janeiro         | Ausente                          | Antônio Fernandes Machado  | -          | 0 (não possui)     |
| Bela Vista           | São Gonçalo            | 19° da Série C                   | Aloísio Rodrigues          | 2.000      | 0 (não possui)     |
| Barcelona-RJ         | Rio de Janeiro         | 10° da Série C                   | João Francisco             | 3.000      | 0 (não possui)     |
| Barra da Tijuca      | Rio de Janeiro         | 14° da Série C (como C.E Yasmin) | Eustáquio Marques          | 4.000      | 0 (não possui)     |
| Búzios               | Búzios                 | 9° da Série C                    | Municipal de Búzios        | 500        | 0 (não possui)     |
| Condor AC            | Queimados              | 25° da Série C                   | José de Alvarenga          | 4.000      | 0 (não possui)     |
| Mangaratibense       | Mangaratiba            | 5° da Série C                    | José Maria de Brito Barros | 1.000      | 0 (não possui)     |
| Paduano              | Santo Antônio de Pádua | Ausente                          | Waldo Carneiro Xavier      | 1.000      | 1 (último em 1987) |
| Queimados FC         | Queimados              | 11° da Série C                   | Nivaldo Pereira            | 250        | 0 (não possui)     |
| Rubro Social         | Araruama               | 21° da Série C                   | Arena Guanabara            | 10.000     | 0(não possui)      |
| São Pedro            | São Pedro da Aldeia    | Ausente                          | Waldemar Tadio             | 1.000      | 0 (não possui)     |
| São Gonçalo EC       | São Gonçalo            | Ausente                          | Mauá                       | -          | 0 (não possui)     |
| São Gonçalo FC       | São Gonçalo            | Ausente                          | Cordeiros                  | -          | 0 (não possui)     |
| São José-RJ          | Itaperuna              | 26° da Série C                   | Plínio Bastos Barros       | 4.500      | 0 (não possui)     |
| Serrano              | Petrópolis             | 13° da Série C                   | Atílio Marotti             | 8.500      | 0 (não possui)     |
| Tanguá               | Tanguá                 | Ausente                          | Carlos Fernandes           | 1.000      | 0 (não possui)     |
| União de Marechal    | Rio de Janeiro         | 16° da Série C                   | Joaquim de Almeida Flores  | 500        | 0 (não possui)     |
| Villa Rio            | Rio de Janeiro         | 15° da Série C                   | Eustáquio Marques          | 4.000      | 0(não possui)      |

## Primeira fase

### Grupo A
| Classificação | Classificação     | Classificação | Classificação | Classificação | Classificação | Classificação | Classificação | Classificação | Classificação | Classificação | Classificação |
| #             | Time              | PG            | J             | V             | E             | D             | GP            | GS            | SG            | IT            |               |
| ------------- | ----------------- | ------------- | ------------- | ------------- | ------------- | ------------- | ------------- | ------------- | ------------- | ------------- | ------------- |
| 1             | Barra da Tijuca   | 25            | 10            | 8             | 1             | 1             | 23            | 6             | +17           | 4,20          |               |
| 2             | Villa Rio         | 23            | 10            | 7             | 2             | 1             | 23            | 11            | +12           | 3,50          |               |
| 3             | Queimados FC      | 14            | 10            | 4             | 2             | 4             | 25            | 14            | +11           | 2,50          |               |
| 4             | Barcelona-RJ      | 10            | 10            | 3             | 1             | 6             | 10            | 20            | -10           | 0,00          |               |
| 5             | União de Marechal | 7             | 10            | 2             | 1             | 7             | 7             | 22            | -15           | -0,80         |               |
| 6             | Artuzinho         | 4             | 10            | 2             | 1             | 7             | 17            | 32            | -15           | -1,10         |               |

|                 | ART   | BAR   | BAT   | VIL   | QUE   | UNI   |
| Artuzinho       | -     | 3 x 2 | 0 x 2 | 2 x 5 | 4 x 5 | 0 x 3 |
| Barcelona-RJ    | 3 x 0 | -     | 1 x 7 | 0 x 1 | 0 x 5 | 2 x 1 |
| Barra da Tijuca | 2 x 1 | 0 x 0 | -     | 1 x 2 | 1 x 0 | 5 x 1 |
| Villa Rio       | 2 x 2 | 2 x 1 | 1 x 2 | -     | 3 x 2 | 3 x 0 |
| Queimados FC    | 8 x 2 | 0 x 1 | 0 x 1 | 1 x 1 | -     | 3 x 0 |
| U. Marechal     | 0 x 3 | 1 x 0 | 0 x 2 | 0 x 3 | 1 x 1 | -     |

### Grupo B
| Classificação | Classificação        | Classificação | Classificação | Classificação | Classificação | Classificação | Classificação | Classificação | Classificação | Classificação | Classificação |
| #             | Time                 | PG            | J             | V             | E             | D             | GP            | GS            | SG            | IT            |               |
| ------------- | -------------------- | ------------- | ------------- | ------------- | ------------- | ------------- | ------------- | ------------- | ------------- | ------------- | ------------- |
| 1             | São Pedro            | 20            | 8             | 6             | 2             | 0             | 18            | 7             | +11           | 3,88          |               |
| 2             | Serrano              | 13            | 8             | 4             | 1             | 3             | 9             | 12            | -3            | 1,25          |               |
| 3             | América de Três Rios | 9             | 8             | 2             | 3             | 3             | 13            | 15            | -2            | 0,88          |               |
| 4             | Mangaratibense       | 8             | 8             | 2             | 2             | 4             | 12            | 10            | +2            | 1,25          |               |
| 5             | Condor AC            | 5             | 8             | 1             | 2             | 5             | 6             | 14            | -8            | -0,38         |               |

|                      | AME   | CON   | MAN   | SAO   | SER   |
| América de Três Rios | -     | 0 x 3 | 2 x 1 | 0 x 1 | 1 x 2 |
| Condor AC            | 2 x 4 | -     | 1 x 1 | 0 x 3 | 0 x 1 |
| Mangaratibense       | 0 x 0 | 3 x 0 | -     | 1 x 2 | 3 x 0 |
| São Pedro            | 4 x 4 | 0 x 0 | 3 x 2 | -     | 1 x 0 |
| Serrano              | 2 x 2 | 2 x 0 | 2 x 1 | 0 x 4 | -     |

### Grupo C
| Classificação | Classificação  | Classificação | Classificação | Classificação | Classificação | Classificação | Classificação | Classificação | Classificação | Classificação | Classificação |
| #             | Time           | PG            | J             | V             | E             | D             | GP            | GS            | SG            | IT            |               |
| ------------- | -------------- | ------------- | ------------- | ------------- | ------------- | ------------- | ------------- | ------------- | ------------- | ------------- | ------------- |
| 1             | São Gonçalo EC | 24            | 8             | 8             | 0             | 0             | 19            | 1             | +18           | 5,25          |               |
| 2             | Tanguá         | 18            | 8             | 6             | 0             | 2             | 14            | 9             | +5            | 2,88          |               |
| 3             | São Gonçalo FC | 7             | 8             | 2             | 1             | 5             | 9             | 18            | -9            | -0,25         |               |
| 4             | Bela Vista     | 5             | 8             | 1             | 2             | 5             | 8             | 12            | -4            | 0,13          |               |
| 5             | Arraial        | 4             | 8             | 1             | 1             | 6             | 6             | 16            | -10           | -0,75         |               |

|                | ARR   | BEL   | SGE   | SGF   | TAN   |
| Arraial        | -     | 1 x 0 | 0 x 1 | 1 x 3 | 0 x 3 |
| Bela Vista     | 3 x 3 | -     | 0 x 1 | 0 x 0 | 0 x 1 |
| São Gonçalo EC | 3 x 0 | 3 x 0 | -     | 4 x 1 | 3 x 0 |
| São Gonçalo FC | 2 x 1 | 0 x 3 | 0 x 3 | -     | 2 x 3 |
| Tanguá         | 1 x 0 | 3 x 2 | 0 x 1 | 3 x 1 | -     |

### Grupo D
| Classificação | Classificação | Classificação | Classificação | Classificação | Classificação | Classificação | Classificação | Classificação | Classificação | Classificação | Classificação |
| #             | Time          | PG            | J             | V             | E             | D             | GP            | GS            | SG            | IT            |               |
| ------------- | ------------- | ------------- | ------------- | ------------- | ------------- | ------------- | ------------- | ------------- | ------------- | ------------- | ------------- |
| 1             | Paduano       | 18            | 8             | 5             | 3             | 0             | 23            | 8             | +15           | 4,13          |               |
| 2             | Rubro Social  | 15            | 8             | 4             | 3             | 1             | 20            | 15            | +5            | 2,50          |               |
| 3             | São José-RJ   | 8             | 8             | 2             | 2             | 4             | 15            | 19            | -4            | 0,50          |               |
| 4             | Búzios        | 7             | 8             | 1             | 4             | 3             | 13            | 17            | -4            | 0,38          |               |
| 5             | Apollo        | 4             | 8             | 0             | 4             | 4             | 7             | 19            | -12           | -1,00         |               |

|              | APO   | BUZ   | PAD   | RUB   | SAO   |
| Apollo       | -     | 1 x 1 | 0 x 3 | 0 x 2 | 2 x 2 |
| Búzios       | 2 x 2 | -     | 1 x 1 | 3 x 3 | 3 x 2 |
| Paduano      | 5 x 0 | 2 x 1 | -     | 6 x 3 | 1 x 1 |
| Rubro Social | 1 x 1 | 3 x 1 | 1 x 1 | -     | 4 x 3 |
| São José-RJ  | 3 x 1 | 3 x 1 | 1 x 4 | 0 x 3 | -     |

## Segunda fase

### Grupo E
| Classificação | Classificação  | Classificação | Classificação | Classificação | Classificação | Classificação | Classificação | Classificação | Classificação | Classificação | Classificação |
| #             | Time           | PG            | J             | V             | E             | D             | GP            | GS            | SG            | IT            |               |
| ------------- | -------------- | ------------- | ------------- | ------------- | ------------- | ------------- | ------------- | ------------- | ------------- | ------------- | ------------- |
| 1             | São Gonçalo EC | 15            | 6             | 5             | 0             | 1             | 15            | 5             | +10           | 4,17          |               |
| 2             | Queimados FC   | 12            | 6             | 4             | 0             | 2             | 9             | 9             | 0             | 2,00          |               |
| 3             | São José-RJ    | 7             | 6             | 2             | 1             | 3             | 10            | 11            | -1            | 1,00          |               |
| 4             | São Gonçalo FC | 1             | 6             | 0             | 1             | 5             | 5             | 14            | -9            | -1,33         |               |

|                | SGF   | SGE   | QUE   | SAO   |
| São Gonçalo FC | -     | 0 x 3 | 1 x 2 | 2 x 2 |
| São Gonçalo EC | 2 x 1 | -     | 3 x 0 | 5 x 3 |
| Queimados FC   | 3 x 1 | 0 x 2 | -     | 3 x 2 |
| São José-RJ    | 2 x 0 | 1 x 0 | 0 x 1 | -     |

### Grupo F
| Classificação | Classificação        | Classificação | Classificação | Classificação | Classificação | Classificação | Classificação | Classificação | Classificação | Classificação | Classificação |
| #             | Time                 | PG            | J             | V             | E             | D             | GP            | GS            | SG            | IT            |               |
| ------------- | -------------------- | ------------- | ------------- | ------------- | ------------- | ------------- | ------------- | ------------- | ------------- | ------------- | ------------- |
| 1             | Barra da Tijuca      | 15            | 6             | 5             | 0             | 1             | 19            | 6             | +13           | 4,67          |               |
| 2             | América de Três Rios | 15            | 6             | 5             | 0             | 1             | 14            | 4             | +10           | 4,17          |               |
| 3             | Barcelona-RJ         | 4             | 6             | 1             | 1             | 4             | 8             | 17            | -9            | -0,83         |               |
| 4             | Rubro Social         | 1             | 6             | 0             | 1             | 5             | 3             | 17            | -14           | -2,17         |               |

|                      | BAR   | BAT   | AME   | RUB   |
| Barcelona-RJ         | -     | 1 x 4 | 0 x 2 | 2 x 2 |
| Barra da Tijuca      | 4 x 2 | -     | 3 x 1 | 4 x 0 |
| América de Três Rios | 4 x 1 | 2 x 0 | -     | 4 x 0 |
| Rubro Social         | 1 x 2 | 0 x 4 | 0 x 1 | -     |

### Grupo G
| Classificação | Classificação  | Classificação | Classificação | Classificação | Classificação | Classificação | Classificação | Classificação | Classificação | Classificação | Classificação |
| #             | Time           | PG            | J             | V             | E             | D             | GP            | GS            | SG            | IT            |               |
| ------------- | -------------- | ------------- | ------------- | ------------- | ------------- | ------------- | ------------- | ------------- | ------------- | ------------- | ------------- |
| 1             | Paduano        | 13            | 6             | 4             | 1             | 1             | 10            | 3             | +7            | 3,33          |               |
| 2             | Mangaratibense | 11            | 6             | 3             | 2             | 1             | 6             | 2             | +4            | 2,50          |               |
| 3             | Bela Vista     | 9             | 6             | 3             | 0             | 3             | 8             | 6             | +2            | 1,83          |               |
| 4             | Tanguá         | 1             | 6             | 0             | 1             | 5             | 2             | 15            | -13           | -2,00         |               |

|                | BEL   | PAD   | TAN   | MAN   |
| Bela Vista     | -     | 2 x 3 | 2 x 1 | 1 x 0 |
| Paduano        | 1 x 0 | -     | 3 x 0 | 0 x 0 |
| Tanguá         | 0 x 3 | 0 x 3 | -     | 1 x 1 |
| Mangaratibense | 1 x 0 | 1 x 0 | 3 x 0 | -     |

### Grupo H
| Classificação | Classificação | Classificação | Classificação | Classificação | Classificação | Classificação | Classificação | Classificação | Classificação | Classificação | Classificação |
| #             | Time          | PG            | J             | V             | E             | D             | GP            | GS            | SG            | IT            |               |
| ------------- | ------------- | ------------- | ------------- | ------------- | ------------- | ------------- | ------------- | ------------- | ------------- | ------------- | ------------- |
| 1             | São Pedro     | 13            | 6             | 4             | 1             | 1             | 15            | 4             | +11           | 4,00          |               |
| 2             | Villa Rio     | 13            | 6             | 4             | 1             | 1             | 8             | 5             | +3            | 2,67          |               |
| 3             | Serrano       | 9             | 6             | 3             | 0             | 3             | 9             | 11            | -2            | 1,17          |               |
| 4             | Búzios        | 0             | 6             | 0             | 0             | 6             | 7             | 19            | -12           | -2,00         |               |

|           | VIL   | SAO   | BUZ   | SER   |
| Villa Rio | -     | 0 x 2 | 2 x 1 | 2 x 0 |
| São Pedro | 0 x 0 | -     | 6 x 0 | 1 x 2 |
| Búzios    | 1 x 2 | 2 x 3 | -     | 2 x 3 |
| Serrano   | 1 x 2 | 0 x 3 | 3 x 1 | -     |

## Terceira fase

### Grupo I
| Classificação | Classificação   | Classificação | Classificação | Classificação | Classificação | Classificação | Classificação | Classificação | Classificação | Classificação | Classificação |
| #             | Time            | PG            | J             | V             | E             | D             | GP            | GS            | SG            | IT            |               |
| ------------- | --------------- | ------------- | ------------- | ------------- | ------------- | ------------- | ------------- | ------------- | ------------- | ------------- | ------------- |
| 1             | Barra da Tijuca | 9             | 6             | 2             | 3             | 1             | 5             | 2             | 3             | 2,00          |               |
| 2             | Paduano         | 9             | 6             | 2             | 3             | 1             | 6             | 5             | 1             | 1,67          |               |
| 3             | São Pedro       | 8             | 6             | 2             | 2             | 2             | 6             | 6             | 0             | 1,33          |               |
| 4             | Queimados       | 6             | 6             | 2             | 0             | 4             | 5             | 9             | -4            | 0,33          |               |

|                 | BAR   | PAD   | QUE   | SAO   |
| Barra da Tijuca | -     | 1 x 1 | 1 x 0 | 0 x 0 |
| Paduano         | 0 x 0 | -     | 1 x 0 | 3 x 2 |
| Queimados       | 0 x 3 | 2 x 1 | -     | 1 x 2 |
| São Pedro       | 1 x 0 | 0 x 0 | 1 x 2 | -     |

### Grupo J
| Classificação | Classificação   | Classificação | Classificação | Classificação | Classificação | Classificação | Classificação | Classificação | Classificação | Classificação | Classificação |
| #             | Time            | PG            | J             | V             | E             | D             | GP            | GS            | SG            | IT            |               |
| ------------- | --------------- | ------------- | ------------- | ------------- | ------------- | ------------- | ------------- | ------------- | ------------- | ------------- | ------------- |
| 1             | Villa Rio       | 11            | 6             | 3             | 2             | 1             | 12            | 10            | +2            | 2,17          |               |
| 2             | América T. Rios | 9             | 6             | 3             | 0             | 3             | 11            | 10            | +1            | 1,67          |               |
| 3             | São Gonçalo EC  | 7             | 6             | 2             | 1             | 3             | 7             | 6             | +1            | 1,33          |               |
| 4             | Mangaratibense  | 7             | 6             | 2             | 1             | 3             | 8             | 12            | -4            | 0,50          |               |

|                 | AME   | MAN   | SAO   | VIL   |
| América T. Rios | -     | 4 x 0 | 2 x 1 | 3 x 2 |
| Mangaratibense  | 3 x 1 | -     | 1 x 0 | 1 x 2 |
| São Gonçalo EC  | 2 x 0 | 2 x 0 | -     | 1 x 1 |
| Villa Rio       | 2 x 1 | 3 x 3 | 2 x 1 | -     |

## Fase final
|  | Semifinais           | Semifinais           | Semifinais | Semifinais |   |         | Final | Final | Final | Final |
|  |                      |                      |            |            |   |         |       |       |       |       |
|  | Villa Rio            | 1                    | 0          | 1(2)       |   |         |       |       |       |       |
|  | Paduano              | 1                    | 0          | 1(4)       |   |         |       |       |       |       |
|  | Paduano              | 1                    | 0          | 1(4)       |   | Paduano | 1     | 1     | 2     |       |
|  |                      |                      |            |            |   | Paduano | 1     | 1     | 2     |       |
|  |                      | América de Três Rios | 1          | 0          | 1 |         |       |       |       |       |
|  | Barra da Tijuca      | América de Três Rios | 1          | 0          | 1 | 0       | 0     | 0     |       |       |
|  | Barra da Tijuca      |                      |            |            |   | 0       | 0     | 0     |       |       |
|  | América de Três Rios | 1                    | 0          | 1          |   |         |       |       |       |       |

|  | Disputa do 3° lugar |   |   |   |
|  |                     |   |   |   |
|  | Villa Rio           | 0 | 0 | 0 |
|  | Barra da Tijuca     | 1 | 0 | 1 |

### Quarta fase (Semifinal)
Partidas de ida
| 8 de Julho | Paduano    | 1 - 1     | Villa Rio   | Waldo Carneiro Xavier, Santo Antônio de Pádua      |
| 15:00      | Danilo 45' | Relatório | 39' Douglas | Público: 800 Árbitro: BRA João Ennio Sobral (FERJ) |

| 8 de Julho | América de Três Rios | 1 - 0     | Barra da Tijuca | Arthur Sebastião de Toledo, Três Rios                     |
| 15:00      | Felipe 66'           | Relatório |                 | Público: 250 Árbitro: BRA Raphael Silvano Ferreira (FERJ) |

Partidas de volta
| 14 de Julho | Villa Rio | 0 (2) - 0 (4) | Paduano | Eustáquio Marques, Rio de Janeiro                              |
| 15:00       |           | Relatório     |         | Público: 0 Árbitro: BRA Daniel Wilson Barbosa de Castro (FERJ) |

|                               |       | Penalidades                   |  |
| Jefferson Diego Fabiano Tulio | 2 – 4 | Clodoaldo Ector Flavio Marcos |  |

| 15 de Julho | Barra da Tijuca | 0 - 0     | América de Três Rios | Eustáquio Marques, Rio de Janeiro                            |
| 15:00       |                 | Relatório |                      | Público: 0 Árbitro: BRA José Waldson de Matos Modesto (FERJ) |

### Quinta fase (Final)
Partida de ida
| 22 de Julho | Paduano   | 1 - 1     | América de Três Rios | Waldo Carneiro Xavier, Santo Antônio de Pádua          |
| 15:00       | Bruno 13' | Relatório | 55' Iresânio         | Público: 800 Árbitro: BRA Bruno Arleu de Araújo (FERJ) |

Partida de volta
| 29 de Julho | América de Três Rios | 0 - 1     | Paduano   | Arthur Sebastião de Toledo, Três Rios                |
| 15:00       |                      | Relatório | 51' Ector | Público: 420 Árbitro: BRA André Rodrigo Rocha (FERJ) |

### Disputa do 3° Lugar
Partida de ida
| 22 de julho | Barra da Tijuca | 1 - 0     | Villa Rio | Mourão Filho, Rio de Janeiro                                    |
| 15:00       | Raniere 58'     | Relatório |           | Público: 400 Árbitro: BRA Leandro Newley Ferreira Belota (FERJ) |

Partida de volta
| 29 de julho | Villa Rio | 0 - 0     | Barra da Tijuca | Estádio Mourão Filho, Rio de Janeiro                       |
| 15:00       |           | Relatório |                 | Público: 300 Árbitro: BRA Leandro de Castro Mordira (FERJ) |

## Premiação
| Carioca Série C - 2012      |
| Santo Antonio de Pádua      |
| --------------------------- |
| Paduano Campeão (2° título) |

## Classificação geral
| Classificação | Classificação        | Classificação | Classificação | Classificação | Classificação | Classificação | Classificação | Classificação | Classificação | Classificação | Classificação |
| #             | Time                 | PG            | J             | V             | E             | D             | GP            | GS            | SG            | IT            |               |
| ------------- | -------------------- | ------------- | ------------- | ------------- | ------------- | ------------- | ------------- | ------------- | ------------- | ------------- | ------------- |
| 1             | Paduano              | 4             | 2             | 1             | 1             | 0             | 2             | 1             | +1            | 2,5           |               |
| 2             | América de Três Rios | 1             | 2             | 0             | 1             | 1             | 2             | 1             | -1            | 0             |               |
| 3             | Barra da Tijuca      | 5             | 4             | 1             | 2             | 1             | 1             | 1             | 0             | 1,25          |               |
| 4             | Villa Rio            | 3             | 4             | 0             | 3             | 1             | 1             | 2             | -1            | 0,50          |               |
| 5             | São Pedro            | 8             | 6             | 2             | 2             | 2             | 6             | 6             | 0             | 1,33          |               |
| 6             | São Gonçalo EC       | 7             | 6             | 2             | 1             | 3             | 7             | 6             | +1            | 1,33          |               |
| 7             | Mangaratibense       | 7             | 6             | 2             | 1             | 3             | 8             | 12            | -4            | 0,50          |               |
| 8             | Queimados            | 6             | 6             | 2             | 0             | 4             | 5             | 9             | -4            | 0,33          |               |
| 9             | Bela Vista           | 9             | 6             | 3             | 0             | 3             | 8             | 6             | +2            | 1,83          |               |
| 10            | Serrano              | 9             | 6             | 3             | 0             | 3             | 9             | 11            | -2            | 1,17          |               |
| 11            | São José-RJ          | 7             | 6             | 2             | 1             | 3             | 10            | 11            | -1            | 1,00          |               |
| 12            | Barcelona-RJ         | 4             | 6             | 1             | 1             | 4             | 8             | 17            | -9            | -0,83         |               |
| 13            | São Gonçalo FC       | 1             | 6             | 0             | 1             | 5             | 5             | 14            | -9            | -1,33         |               |
| 14            | Tanguá               | 1             | 6             | 0             | 1             | 5             | 2             | 15            | -13           | -2,00         |               |
| 15            | Rubro Social         | 1             | 6             | 0             | 1             | 5             | 3             | 17            | -14           | -2,17         |               |
| 16            | Búzios               | 0             | 6             | 0             | 0             | 6             | 7             | 19            | -12           | -2,00         |               |
| 17            | União de Marechal    | 7             | 10            | 2             | 1             | 7             | 7             | 22            | -15           | -0,80         |               |
| 18            | Condor AC            | 5             | 8             | 1             | 2             | 5             | 6             | 14            | -8            | -0,38         |               |
| 19            | Arraial              | 4             | 8             | 1             | 1             | 6             | 6             | 16            | -10           | -0,75         |               |
| 20            | Apollo               | 4             | 8             | 0             | 4             | 4             | 7             | 19            | -12           | -1,00         |               |
| 21            | Artuzinho            | 4             | 10            | 2             | 1             | 7             | 17            | 32            | -15           | -1,10         |               |

### Artilharia
| 1  | Celso           | Queimados       | 13 | 1,3 |
| 2  | Lyndson         | São José        | 11 | 1,0 |
| 3  | Jefferson       | Villa Rio       | 8  | 0,8 |
| 4  | Marcão          | Barra da Tijuca | 8  | 0,6 |
| 5  | Raphael         | São Pedro       | 7  | 0,6 |
| 6  | Adilson         | Barra da Tijuca | 7  | 0,5 |
| 7  | Marco Brito     | São Gonçalo EC  | 6  | 0,8 |
| 8  | Renato Piazi    | São Gonçalo EC  | 6  | 0,7 |
| 9  | Marcos Vinícius | São Gonçalo EC  | 6  | 0,6 |
| 10 | Luiz Fernando   | Villa Rio       | 6  | 0,5 |